# Megatympanon speculatum
Megatympanon speculatum är en insektsart som beskrevs av Piza Jr. 1958. Megatympanon speculatum ingår i släktet Megatympanon och familjen vårtbitare. Inga underarter finns listade i Catalogue of Life.